# Rocket Knight
Rocket Knight (ロケットナイト, Roketto Naito) est un jeu vidéo d'action et de plates-formes à défilement horizontal en 2,5D. Développé par Climax Studios et édité par Konami sur Xbox Live Arcade, PlayStation Network et Steam, le jeu sort le 12 mai 2010 sur ces plates-formes, à l'exception du PSN nord-américain, qui le propose le 18 mai 2010. Le jeu n'est pas disponible sur la version française de Steam mais uniquement disponible pour la Guyane.
Rocket Knight fait partie de la série Sparkster, qui débute avec Rocket Knight Adventures. Le jeu est une suite de l'épisode sorti sur Mega Drive, Sparkster: Rocket Knight Adventures 2, et non un remake de Rocket Knight Adventures.